# Ibra Ake
Ibra Ake là Nhà tư vấn/Nhà văn sáng tạo, người đã hợp tác với Donald Glover để sản xuất Childish Gambino. Ibra cũng đã tham gia giám sát âm nhạc, biên tập và tư vấn tiếp thị.
Các tác phẩm nhiếp ảnh của anh đã được đăng trên Vogue  và Spin. Anh cũng là nhà văn tư vấn cho chương trình truyền hình "Atlanta".

## Giải thưởng
Ibra Ake là một phần của nhóm đã giành được giải Grammy cho Video âm nhạc hay nhất cho 'This Is America', trong Lễ trao giải Grammy hàng năm lần thứ 61 

## Gia đình
Ibra Ake là con trai của Claude Ake, một nhà khoa học chính trị nổi tiếng người Nigeria.